# Matrika nadomeščanja
Matrika nadomeščanja (tudi matrika substitucije) je v bioinformatiki in evolucijski biologiji matrika, ki opisuje stopnje zamenjave ene aminokisline (znaka ali elementa) z drugo aminokislino. Običajno so matrike nadomeščanja   povezane z zaporedji v aminokislinah ali zaporedji zapisov v DNK. V teh matrikah se  kažejo    razhajanja med časovno podobnostjo zaporedij zapisov. Prav tako se v njih vidijo stopnje zamenjav aminokislin.     
V času evolucije se proteini spreminjajo zaradi mutacije DNA. Zaradi tega aminokisline mutirajo v drugo vrsto aminokisline.  
Matrika nadomeščanja nam tako prikazuje podobnost med dvema aminokislinama.

## Logit matrike
Izrazimo verjetnost, da pride do spremembe, s funkcijo logit (inverzna logistična funkcija) ugodnih izidov (zamenjav). Elementi matrike ugodnih izidov  {\displaystyle S\,} je določena kot  
{\displaystyle S_{i,j}=\log {\frac {p_{i}\cdot M_{i,j}}{p_{i}\cdot p_{j}}}=\log {\frac {M_{i,j}}{p_{j}}}=\log {\frac {dejanska\;pogostost}{nadejana\;pogostost}}\,}
kjer je 
- {\displaystyle M_{i,j}\,} verjetnost, da se bo aminokislina i zamenjala z aminokislino j
- {\displaystyle p_{i}\,} pogostost aminokisline i

Baza logaritma ni pomembna, zaradi tega srečamo matrike nadomeščanja, ki imajo različne baze.
Najbolj znani sta dve vrsti matrik zgrajeni na osnovi logit matrik. To sta matriki, ki ju označujemo s PAM in BLOSUM.

### PAM
Oznaka PAM izhaja iz angleškega izraza Point Accepted Mutation (tudi Percent Accepted Mutation). 
Ena izmed prvih matrik nadomeščanja je razvila ameriška fizikalna kemičarka Margaret Belle Dayhoff (1925 – 1983) v 70-ih letih prejšnjega stoletja. Matriko je dobila tako, da je primerjala razlike v sorodnih proteinih. 

#### Označevanje PAM matrik
Matrika PAM1 predvideva stopnjo nadomeščanja, kadar pričakujemo, da se lahko spremeni 1% aminokislin. Iz tega izhaja tudi oznaka PAM1. Margaret Dayhoff je razvila matrike vse do PAM250. Običajno pa se uporabljata PM30 in PAM70. 

#### Primer matrike PAM1
```
      A     R    N    D    C    Q    E    G    H    I    L    K    M    F    P    S    T    W    Y    V
A  9867     2    9   10    3    8   17   21    2    6    4    2    6    2   22   35   32    0    2   18
R     1  9913    1    0    1   10    0    0   10    3    1   19    4    1    4    6    1    8    0    1
N     4     1 9822   36    0    4    6    6   21    3    1   13    0    1    2   20    9    1    4    1
D     6     0   42 9859    0    6   53    6    4    1    0    3    0    0    1    5    3    0    0    1
C     1     1    0    0 9973    0    0    0    1    1    0    0    0    0    1    5    1    0    3    2
Q     3     9    4    5    0 9876   27    1   23    1    3    6    4    0    6    2    2    0    0    1
E    10     0    7   56    0   35 9865    4    2    3    1    4    1    0    3    4    2    0    1    2
G    21     1   12   11    1    3    7 9935    1    0    1    2    1    1    3   21    3    0    0    5
H     1     8   18    3    1   20    1    0 9912    0    1    1    0    2    3    1    1    1    4    1
I     2     2    3    1    2    1    2    0    0 9872    9    2   12    7    0    1    7    0    1   33
L     3     1    3    0    0    6    1    1    4   22 9947    2   45   13    3    1    3    4    2   15
K     2    37   25    6    0   12    7    2    2    4    1 9926   20    0    3    8   11    0    1    1
M     1     1    0    0    0    2    0    0    0    5    8    4 9874    1    0    1    2    0    0    4
F     1     1    1    0    0    0    0    1    2    8    6    0    4 9946    0    2    1    3   28    0
P    13     5    2    1    1    8    3    2    5    1    2    2    1    1 9926   12    4    0    0    2
S    28    11   34    7   11    4    6   16    2    2    1    7    4    3   17 9840   38    5    2    2
T    22     2   13    4    1    3    2    2    1   11    2    8    6    1    5   32 9871    0    2    9
W     0     2    0    0    0    0    0    0    0    0    0    0    0    1    0    1    0 9976    1    0
Y     1     0    3    0    3    0    1    0    4    1    1    0    0   21    0    1    1    2 9945    1
V    13     2    1    1    3    2    2    3    3   57   11    1   17    1    3    2   10    0    2 9901
```

horizontalno: prvotne aminokisline 

vertikalno: mutirane aminokisline

#### Primer matrike PAM250
```
      A    R    N    D    C    Q    E    G    H    I    L    K    M    F    P    S    T    W    Y    V
A    13    6    9    9    5    8    9   12    6    8    6    7    7    4   11   11   11    2    4    9
R     3   17    4    3    2    5    3    2    6    3    2    9    4    1    4    4    3    7    2    2
N     4    4    6    7    2    5    6    4    6    3    2    5    3    2    4    5    4    2    3    3
D     5    4    8   11    1    7   10    5    6    3    2    5    3    1    4    5    5    1    2    3
C     2    1    1    1   52    1    1    2    2    2    1    1    1    1    2    3    2    1    4    2
Q     3    5    5    6    1   10    7    3    7    2    3    5    3    1    4    3    3    1    2    3
E     5    4    7   11    1    9   12    5    6    3    2    5    3    1    4    5    5    1    2    3
G    12    5   10   10    4    7    9   27    5    5    4    6    5    3    8   11    9    2    3    7
H     2    5    5    4    2    7    4    2   15    2    2    3    2    2    3    3    2    2    3    2
I     3    2    2    2    2    2    2    2    2   10    6    2    6    5    2    3    4    1    3    9
L     6    4    4    3    2    6    4    3    5   15   34    4   20   13    5    4    6    6    7   13
K     6   18   10    8    2   10    8    5    8    5    4   24    9    2    6    8    8    4    3    5
M     1    1    1    1    0    1    1    1    1    2    3    2    6    2    1    1    1    1    1    2
F     2    1    2    1    1    1    1    1    3    5    6    1    4   32    1    2    2    4   20    3
P     7    5    5    4    3    5    4    5    5    3    3    4    3    2   20    6    5    1    2    4
S     9    6    8    7    7    6    7    9    6    5    4    7    5    3    9   10    9    4    4    6
T     8    5    6    6    4    5    5    6    4    6    4    6    5    3    6    8   11    2    3    6
W     0    2    0    0    0    0    0    0    1    0    1    0    0    1    0    1    0   55    1    0
Y     1    1    2    1    3    1    1    1    3    2    2    1    2   15    1    2    2    3   31    2
V     7    4    4    4    4    4    4    4    5    4   15   10    4   10    5    5    5   72    4   17
```

horizontalno: prvotne aminokisline 

vertikalno: mutirane aminokisline
Za oznake (okrajšave) aminokislin glej: aminokislina.

### BLOSUM
Oznaka BLOSUM izhaja iz angleškega izraza (BLOck SUbtitution Matrix, tudi BLOcks of Amino Acid Substitution Matrix).
S. Henikoff in J. G. Henikoff sta izdelala te vrste matrik z uporabo zaporedij v evolucijsko divergentnih proteinih 
Izkazalo se je, da metoda, ki jo je razvila Margaret Dayhoff ni deluje dobro pri primerjavi sorodnih vrst evolucijsko divergentnih zaporedij. Pri matrikah BLOSUM se izračuna matrika z opazovanjem blokov (skupin), ki se ohranjajo v teh skupinah oziroma blokih. Potrebno je med bloki najti tiste, ki se ohranjajo. Matrika nam pove kakšna je verjetnost, da se ena aminokislina zamenja z drugo. Zamenjave lahko vključujejo tudi vključevanje novih blokov ali njihovo odstranitev  (brisanje) 

#### Primer matrike BLOSUM
Za izračun BLOSUM matrike se uporablja obrazec
{\displaystyle S_{ij}={\frac {1}{\lambda }}\log({\frac {p_{ij}}{q_{i}q_{j}}})\,} .
kjer je
- {\displaystyle p_{ij}\,} verjetnost, da aminokislini {\displaystyle i\,} in {\displaystyle j\,} zamenjata druga drugo
- {\displaystyle q_{j}\,} je verjetnost, da najdemo aminokislino {\displaystyle j\,} v zaporedju
- {\displaystyle q_{i}\,} je verjetnost, da najdemo aminokislino {\displaystyle i\,} v zaporedju
- {\displaystyle \lambda \,} je konstanta, s katero priredimo matriko tako, da vsebuje primerna cela števila.

#### Označevanje BLOSUM matrik
Tudi matrike BLOSUM označujemo podobno kot matrike PAM. Pri matrikah PAM najprej povemo vrsto matrike, nato pa stopnjo nadomeščanja.  
Pri matrikah BLOSUM je način označevanja podoben. Prvi del oznake pove vrsto matrike, nato pa sledi procent podobnosti. Primer: BLOSUM62 pomeni, da je bila matrika zgrajena z uporabo zaporedij, ki so bila najmanj 62% podobna .

### Razlike med matrikami PAM in BLOSUM
1. Osnova matrik PAM je eksplicitni evolucijski model, matrike BLOSUM pa so osnovane na implicitnem evolucijskem modelu.
2. Matrike PAM so narejene na osnovi mutacij, ki so jih opazili, in tako vsebujejo stalne in močno spremenljive dele. BLOSUM matrike  pa so zgrajene na osnovi opazovanja stalnih področij zaporedij, ki nimajo prekinitev.
3. Obe metodi se razlikujeta tudi v načinu štetja zamenjav. Metoda BLOSUM uporablja skupine zaporedij, ki vedno ne vsebujejo mutacij  in tako niso vse mutacije enakovredne.
4. Višje številke v matriki PAM pomenijo večjo evolucijsko razdaljo . V matrikah BLOSUM pa pomenijo višje številke večjo podobnost večjo podobnost v zaporedjih in s tem manjšo evolucijsko razdaljo.